# Henri Mansuy

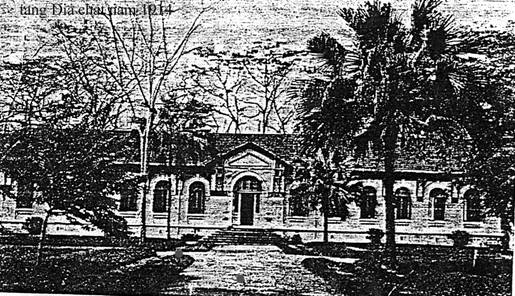
Bảo tàng Địa chất Đông Dương năm 1914. Nay trong khuôn viên Tổng cục Địa chất và Khoáng sản, số 6 Phạm Ngũ Lão, Hà Nội

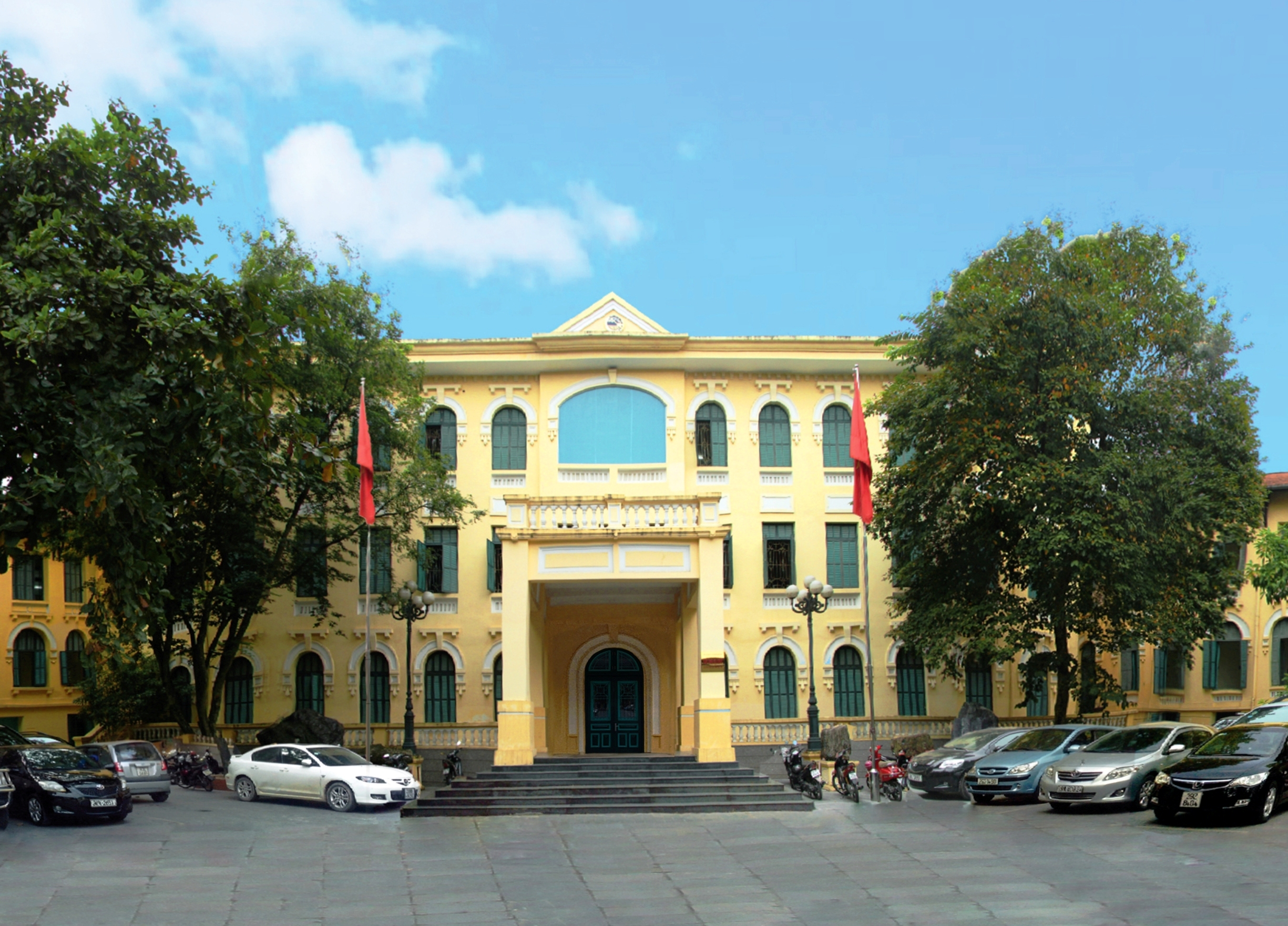
Bảo tàng Địa chất hiện nay, 2020

Henri Mansuy (1857-1937) là một nhà khảo cổ học và cổ sinh vật học người Pháp. Ông có nhiều nghiên cứu khảo cổ học và cổ sinh ở Đông Dương và thời tiền sử Việt Nam..
Ông cùng với Madeleine Colani (1866-1943) phát hiện ra văn hóa Bắc Sơn ở tỉnh Lạng Sơn, Việt Nam.

## Hoạt động
Henri Mansuy đến làm việc ở Sở Địa chất Đông Dương, được thành lập năm 1898, trong đó ông cùng với Honoré Lantenois được giao xây dựng Bảo tàng Địa chất, trong khuôn viên của Sở và hoàn thành năm 1914.
Năm 1906 Mansuy khai quật hang ở huyện Bình Gia thuộc tỉnh Lạng Sơn. Di chỉ này có chứa các hiện vật của các công cụ đồ đá và đồ gốm thuộc hậu kỳ đồ đá mới (late Neolithic). Chừng 15 năm sau ông cùng với Madeleine Colani phát hiện ra trong một di chỉ khảo cổ học 27 di vật như vậy mà có thể theo các dấu hiệu nhất định thì là thuộc văn hóa Bắc Sơn. Các di cốt người cũng được tìm thấy ở đây.
Năm 1917-1919, ông cùng Honoré Lantenois điều tra về sự gian lận trong khoa học và đặt dấu chấm hết cho sự nghiệp địa chất của người bạn và đồng nghiệp Jacques Deprat (1880-1935), người cùng làm việc ở Đông Dương.